# Lestrimelitta nana
Lestrimelitta nana là một loài Hymenoptera trong họ Apidae. Loài này được Melo mô tả khoa học năm 2003.